# COPS8
COPS8‏ (COP9 signalosome subunit 8) هوَ بروتين يُشَفر بواسطة جين COPS8 في الإنسان.
البروتين المُشفّر بواسطة هذا الجين هو أصغر الوحدات الفرعية الثمانية لجسيم الإشارة COP9، وهو مُركّب بروتيني عالي الحفظ يعمل كمنظّم مهم في مسارات إشارات متعددة. يرتبط تركيب ووظيفة جسيم الإشارة COP9 بتركيب ووظيفة الجسيم التنظيمي 19S في بروتيازوم 26S. وقد ثبت أن جسيم الإشارة COP9 يتفاعل مع ليجازات يوبيكويتين E3 من نوع SCF، ويعمل كمنظّم إيجابي لها. وقد لوحظت مُتغيّرات نسخية مُوصلة بشكل بديل تُشفّر أشكالًا مُتماثلة مُختلفة.